# Odněkud někam
Odněkud někam je kompilační dvojalbum Michala Prokopa, které mapuje nahrávky z předchozí dekády 1989–2000. Vydáno bylo v roce 2000 labelem Sony Music / Bonton.
Ve formě dvou duetů Zvolna a titulní písně Odněkud někam představuje spolupráci s Helenou Arnetovou, dále se na první desce sedmi skladbami vrací k albu Černý ovce z roku 1997, song Dneska je naposled pochází z Ledeckého muzikálu Hamlet a píseň Esther připomíná osobnost Petra Nováka. Druhé album je live nahrávka z března 2000 a je složeno z amerických bluesových a soulových tradicionálů původního repertoáru Prokopovy domovské formace Framus Five. Toto CD bylo natočeno v sestavě: Michal Prokop, Luboš Andršt, J.Hála, J.Kovář, R.Němec, R.Fraš, P.Tomšíček, Zdeněk Tichota, M.Hejna.

## Seznam skladbeb
| CD 1   | CD 1               | CD 1                    | CD 1  |
| Pořadí | Název              | Autor                   | Délka |
| ------ | ------------------ | ----------------------- | ----- |
| 1.     | Ke dnu             | J. Hrubý, P. Skoumal    | 4:41  |
| 2.     | Dneska je naposled | J. Ledecký              | 3:44  |
| 3.     | Nech mě bejt       | J. Hrubý, P. Skoumal    | 2:58  |
| 4.     | RA TA TA           | J. Hrubý, P. Skoumal    | 3:09  |
| 5.     | Esther             | M. Ducháček, I. Plicka  | 4:57  |
| 6.     | Odněkud někam      | P. Skoumal, I. Wernisch | 5:21  |
| 7.     | Miss July          | P. Skoumal, P. Šrut     | 4:22  |
| 8.     | Někdy              | J. Hrubý, P. Skoumal    | 3:39  |
| 9.     | Jeden džbán        | J. Hrubý, P. Skoumal    | 3:39  |
| 10.    | Nádraží            | J. Hrubý, P. Skoumal    | 5:06  |
| 11.    | Zvolna             | P. Skoumal              | 5:04  |

| CD 2           | CD 2                                      | CD 2                 | CD 2  |
| Pořadí         | Název                                     | Autor                | Délka |
| -------------- | ----------------------------------------- | -------------------- | ----- |
| 1.             | I Believe to My Soul                      | Ray Charles          | 3:49  |
| 2.             | Hallelujah, I Love Her So                 | Ray Charles          | 2:56  |
| 3.             | Floating Bridge Sleepy                    | John Estes           | 7:30  |
| 4.             | BoomBoom                                  | John Lee Hooker      | 5:57  |
| 5.             | Nobody Knows You When You´re Down And Out | Jimmy Cox            | 4:58  |
| 6.             | Got My Mojo Working                       | McKinley Morganfield | 7:22  |
| 7.             | Hoochie Coochie Man                       | Willie Dixon         | 13:55 |
| Celková délka: | Celková délka:                            | Celková délka:       | 94:02 |